# Ronald Rivlin
Ne doit pas être confondu avec Reuven Rivlin.
Ronald Samuel Rivlin (né le 6 mai 1915 à Londres; mort le 4 octobre 2005 à Palo Alto,) est un mathématicien américain d'origine britannique, spécialisé dans la mécanique des milieux continus. Il a apporté d'importantes contributions à la rhéologie des élastomères.

## Biographie
Rivlin a étudié à l’université de Cambridge de 1935 à 1939 et y a soutenu sa thèse en mathématiques en 1952. De 1937 à 1942 il a travaillé au centre de recherches de General Electric, puis de 1942 à 1944 a été mobilisé avec rang d'officier au Ministry of Aircraft Production et au Telecommunications Research Establishment. De 1944 à 1952 il était employé par la British Rubber Producers Research Association, qui lui octroya en 1946-47 une année sabbatique, effectuée aux États-Unis auprès du National Bureau of Standards. Simultanément, il travaillait au Davy-Faraday Research Laboratory de la Royal Institution de Londres.
Vers la fin des années 1940 et le début des années 1950, Rivlin se consacra activement à la théorie des grandes déformations élastiques : c'est dans ce cadre qu'en 1948 il imagina les solides « néo-hookiens », la loi de comportement de Mooney-Rivlin et qu'il perfectionna la description tensorielle des grandes déformations élastiques, dont il appliqua les principes à la description du caoutchouc et des élastomères et à la théorie des fluides non-newtoniens.
En 1952-1953 il exerça comme conseiller des Naval Research Laboratories, puis fut invité au Caltech et obtint une chaire de mathématiques appliquées à l’université Brown, avant de devenir titulaire de la chaire L. Herbert Ballou. Il opta en 1955 pour la citoyenneté américaine. À la fin de l'année 1961, il a reçu à Rome la distinction de Guggenheim Fellow et, fin 1966, a été professeur invité de l’université de Paris. De 1967 à 1980 il a dirigé le Centre de mathématiques appliquées de l’université Lehigh, qui l'a élevé en 1981 au rang de professeur émérite. De 1976 à 1978 il a présidé le Comité national Américain de Mécanique Théorique et Appliquée.
Il était docteur honoris causa de l’université nationale d'Irlande, de l’université de Nottingham (1980), de l’université Tulane (1982), de  l’université de Thessalonique (1984). Il a été récompensé par la Médaille Bingham de la Society of Rheology (1958 ; il en sera par la suite l'un des présidents), le Prix Panetti de  l’académie des sciences de Turin (en 1975), le Prix Alexander von Humboldt (1981), la Médaille Timoshenko (1987), la Médaille von Karman (1993) etc. Il était membre de l’American Academy of Arts and Sciences, de la National Academy of Engineering, sociétaire de la Society of Rheology et de l’American Physical Society. Il était membre d’honneur de la Royal Irish Academy et de l’Académie des Lyncéens.